# Jimmy McCracklin
Jimmy McCracklin, född 13 augusti 1921 i St. Louis, Missouri, död 20 december 2012 i San Pablo, Kalifornien, var en amerikansk sångare och låtskrivare. 
McCracklin är främst känd för sin låt "The Walk" som 1958 blev en stor singelhit i USA. Han spelade in runt 30 musikalbum. Han är sedan 2008 invald i Blues Hall of Fame.